# گری کنت
گری کنت (انگلیسی: Garry Kenneth؛ زادهٔ ۲۱ ژوئن ۱۹۸۷) بازیکن فوتبال اهل بریتانیا است.
از باشگاه‌هایی که در آن بازی کرده است می‌توان به باشگاه فوتبال برچین سیتی، باشگاه فوتبال داندی یونایتد، باشگاه فوتبال اسکونتو، و باشگاه فوتبال بریستول راورز اشاره کرد.
وی همچنین در تیم‌های ملی فوتبال زیر ۱۹ سال اسکاتلند,  زیر ۲۱ سال اسکاتلند، و اسکاتلند بازی کرده است.